# La Rotovense Musical
La Rotovense Musical es la sociedad musical bandística, de instrumentos de viento, creada en Ròtova en 1949. Actualmente integra componentes de cuatro pueblos del Valle del Vernisa: Lugar Nuevo de San Jerónimo Almiserat, Castellonet de la Conquesta y Rótova

## Antecedentes
La primera noticia documental de una banda de música en el Valle del Vernisa proviene de una escritura notarial otorgada en Rótova por la mayor y más sana parte de la sociedad de músicos de este pueblo. Era el 20 de noviembre de 1855 ante el escribano Pedro Faus y García. Unos años más tarde, en 1858, se escrituraban los estatutos de la llamada Sociedad de Músicos de Rótova y Alfahuir, la cual funcionaba como una cooperativa. Su maestro instructor era Bernardino Cuevas; el director, Vicente Fayos y Gadea, de Rótova, y el vicedirector y depositario Vicente García y Cresencio, de Alfahuir. Cómo solía suceder en esta época, todos los músicos iban uniformados. El equipamiento estaba formado por el instrumento, el plumero, la gorra militar alta y con visera), y el uniforme. La sociedad de músicos pasó de tener 14 miembros conocidos el 1855 a los veintisiete de 1861. El 1867 la banda acordaba concluir sus actividades.
La documentación notarial permite constatar como el 28 de junio de 1893 un grupo de 25 forofos de Rótova creaba una nueva banda. También esta vez se constituían como cooperativa. Su director fue José Ramón Santandreu y Ribes (1893-1897). Hasta 1897 formaron parte de esta agrupación una cuarentena de músicos, y parece ser que continuó activa hasta el 1902.

## La Banda actual
La banda actual tiene sus inicios en 1949, de la mano de su primer director, Álvaro Navarro Fayos. Como maestro de solfeo se contrató Francisco Morant Artés, de Alfahuir, el cual fue sustituido por Emilio Pla Molina hasta el 1950 en que asume la dirección de la Banda Rafael Julián Coll. 
Fue en mayo de 1951 cuando tuvo lugar la inauguración de la banda activa y el estreno del pasodoble de Álvaro Navarro, La Rotovense Musical, que después sería adoptado como himno.. Los siguientes directores fueron: Francisco Sabater (octubre 1952-56), José Fabra (1956-58), Juan Pérez Ribes (1958), Miguel de la Fuente 1958-63), Vicente Palau (1963-65)
En el 1965 la banda era disuelta.
| Directores           | años      |
| -------------------- | --------- |
| Álvaro Navarro Fayos | 1949-50   |
| Rafael Julián Coll   | 1950-51   |
| Francisco Sabater    | 1951-1956 |
| José Fabra           | 1956-1958 |
| Juan Pérez Ribes     | 1.958     |
| Miguel de la Fuente  | 1958-1963 |
| Vicente Palau        | 1963-1965 |

Presidentes 1949-1965: José Alborch Pastor, Carlos Faus Vidal, Ángel Faus Viñarta, Vicente Fayos Climent, Isidoro Miñana Climent y José Mezquita Climent.
Después de las primeras elecciones democráticas del 1979, el nuevo ayuntamiento y su alcalde Heliodoro Faus Pérez favorecieron la reaparición de la banda del pueblo. El 1980, tras un periodo de 15 años de inactividad, se creaba la sociedad actual y el 1981 se creaba la banda, con cincuenta y un músicos , ahora integrada en el marco de la Federación de Sociedades Musicales de la Comunidad Valenciana.
Francisco Alonso Cerdà fue el primer presidente de esta etapa hasta junio de 1986 en que fue relevado por Isidro Peiró Morant
El primer director fue Miguel Villar González. Posteriormente lo han sido Francisco Jordà Biosca, Luis Gomez Zanon, Salvador Martínez Esteve, Alfonso Massanet Serra, Paco Sánchez Roca, Vicent Cogollos Llinares, Antonio Giménez Cerezo, Fermín Blai Pons, Rafael Mullor Grau y Ferran Escrivà-Llorca. Actualmente ejerce el cargo Antonio Pons García.
Los presidentes han sido Francisco Alonso Cerdà, Isidro Peiró Morant, Javier Penalba Pérez, Mario Balbastre Pérez, Carlos Peiró Alonso y, actualmente, Javier Bataller Rodríguez.
La Rotovense Musical, fue declarada Bien Inmaterial de Relevancia Local (BIRL) por la orden 1/2011 de 12 de julio de la Consejería de Turismo, Cultura y Deporte de la Generalidad Valenciana.

## Conciertos y premios
- El 10 de mayo de 1987 obtuvo el Primer Premio en el II Certamen de Música Festera celebado en Elda, con participación de las bandas de Xeraco, Banyeres y Novelda[9]
- El año 2009 representa La Safor en el XXXIII Certamen Provincial de Bandas de Música de la Diputación de Valencia[10] y obtiene el tercer premio.
- Festival de Bandas realizado en Rótova el día 27 de julio de 2013 con motivo del centenario del nacimiento (1913-2013) del maestro Villar.[11][12]
- Premio Hermes Extraordinario de Innovación Educativa y Cultural por el proyecto 20.25. Octubre de 2017.[13]